# Llistes de programes espacials
En les llistes de programes espacials s'inclou:
- Llista d'agències espacials
- Llista d'empreses privades de vol espacial